# Central hidroeléctrica Guillermo Céspedes
La central hidroeléctrica Ingeniero Guillermo Céspedes es una central hidroeléctrica ubicada en la provincia de Río Negro, cercana a la ciudad de  Pomona, sobre el canal de riego Matriz Sud. Comenzó su operación en octubre de 1963.
Posee una potencia instalada de 5,52 MW.